# From Dust
From Dust ist ein Computerspiel von Ubisoft aus dem Genre Göttersimulation. Das Spiel wurde von Eric Chahi entwickelt, der es als geistigen Nachfolger von Populous bezeichnete.

## Spielprinzip
Der Spieler übernimmt die Rolle der Gottheit Odem, die verschiedene Fähigkeiten besitzt, um die Landschaft zu verändern. Das Ziel des Spiels ist es, einem Naturvolk durch Veränderungen der Landschaft einen passierbaren Weg zu einem Totempfahl zu ebnen. Hierzu kann der Spieler unter anderem Sand, Wasser und Lava bewegen, um Dämme zu bauen oder Lavaströme umzuleiten. Das Spiel verwendet eine Physik-Engine zur Simulation einer dynamischen Naturlandschaft, in der durch die Handlungen des Spielers und durch natürliche Gegebenheiten wie Vulkanausbrüche oder Tsunamis rasch die Landschaft verändert wird.

## Entwicklung
Eric Chahi gab an, durch einen Besuch des aktiven Vulkans Yasur in Vanuatu zu dem Spiel inspiriert worden zu sein. Als weitere Inspirationsquellen gab er die Spiele Populous und Rez an. Ende des Jahres 2006 präsentierte Chahi die Spielidee Ubisoft. Die Entwicklung begann 2008 im Ubisoft-Entwicklerstudio in Montpellier.